# Nedešćina
 Nedešćina  (olaszul: Santa Domenica (d’Albona)) falu Horvátországban, Isztria megyében. Közigazgatásilag Sveta Nedeljához tartozik.

## Fekvése
Az Isztriai-félsziget keleti felén, Labintól 5 km-re északra fekszik.

## Története
Nedešćina területe a bronzkorban népesült be először amikor ezen a vidéken illír-kelta törzsek telepedtek le és a magaslatokra várakat, erődített településeket építettek. Az i. e. 4. században a kelták megalapították Labint (Alvona vagy Albona) és a közeli Plomint (Flanona). Néhány évszázaddal később i. e. 177-ben a rómaiak vették át az uralmat Isztria felett és a Raša-folyó lett az új határ az illírek liburn törzse és a rómaiak között. Albona a vidék legjelentősebb központjává vált, majd a 8. század végén Nagy Károly frank uralkodó Labint elválasztva Liburniától létrehozta a Friuli őrgrófságot.
A térség fejlődése a kora középkorban kezdődött, amikor területe az aquileiai pátriárka birtoka volt. A 9. – 10. században a birtok különböző német nemesi családoké lett, majd 1207-től 1420-ig újra a pátriárka volt a hűbérura. Ebben az időszakban építették a šumberi várat, mely a horvát kulturális örökség része lett. A 13. század végéig a bencések Szentháromság apátsága állt ezen a helyen, alapfalai a mai futballpálya alatt rejtőznek.
A fennmaradt isztriai határleírásból (1325) tudható, hogy a Szentháromság egyháza három jelentős közösséggel, Šumberrel, Labinnal és Plominnal volt határos. Labin és környéke a félsziget nagyobb részével együtt 1420-ban a Velencei Köztársaság uralma alá került. A város környéke ebben az időben gazdag labini nemes családok birtoka volt, akik a 16. és 17. században a városban reprezentatív palotákat, a körülötte fekvő birtokokon pedig gazdasági épületeket emeltek. Ebben az időszakban 1632-ben keletkezett a Labintól különálló Sveta Nedelja plébánia. A mai Sveta Nedelja község területén akkoriban a Sveta Nedelja és a Sveti Martin plébánia osztozott. Velence bukása után az Isztriával együtt francia megszállás alá került, majd az I. világháború végéig a Habsburg birodalom része volt.
Fejlődésére nagy hatással volt a bányászat megindulása a 19. század végén. A településnek 1857-ben 470, 1910-ben 631 lakosa volt. Nedešćina lakói kézművességgel, kereskedelemmel, vállalkozásokkal foglalkoztak, de sokan jártak be dolgozni Labinba is. Az első világháború után Olaszország része lett, majd a második világháborút követően Jugoszláviához csatolták. A mai Sveta Nedelját benne Nedešćinával a háború után szervezték önálló községgé, ez volt annak a hét községnek az egyike, mely az egykori Labini járás területén alakult. 1955-ben a Labini járást újjászervezték és magában foglalta  az egész Labinštinát, beleértve Nedešćinát is. Jelentősége az 1950-es évek közepe, az adriai főút megépítése után csökkent, mivel távol esett a forgalmas utaktól. Jugoszlávia felbomlása után 1991-ben a független Horvátország része lett. 1993-ban a Labini járásból Kršan, Raša és Pićan mellett újra megalakult Sveta Nedelja község, melynek Nedešćina lett a központja. A falunak 2011-ben 599 lakosa volt.

## Lakosság
| Lakosság változása | Lakosság változása | Lakosság változása | Lakosság változása | Lakosság változása | Lakosság változása | Lakosság változása | Lakosság változása | Lakosság változása | Lakosság változása | Lakosság változása | Lakosság változása | Lakosság változása | Lakosság változása | Lakosság változása | Lakosság változása |
| ------------------ | ------------------ | ------------------ | ------------------ | ------------------ | ------------------ | ------------------ | ------------------ | ------------------ | ------------------ | ------------------ | ------------------ | ------------------ | ------------------ | ------------------ | ------------------ |
| 1857               | 1869               | 1880               | 1890               | 1900               | 1910               | 1921               | 1931               | 1948               | 1953               | 1961               | 1971               | 1981               | 1991               | 2001               | 2011               |
| 470                | 599                | 413                | 468                | 583                | 631                | 1402               | 1339               | 558                | 573                | 563                | 570                | 578                | 569                | 580                | 599                |

## Nevezetességei
A Szentháromság tiszteletére szentelt plébániatemploma 1897-ben épült a régi plébániatemplom helyén. A templom különlegessége a nagyméretű, Mária mennybevételét ábrázoló festett mennyezetkép.